# Azurflugsnappare
Azurflugsnappare (Cyornis unicolor) är en syd- och sydostasiatisk tätting i familjen flugsnappare.

## Utseende
Azurflugsnapparen är en relativt stor (18 centimeter) flugsnappare. Hanen förväxlas lätt med turkosflugsnappare (Eumyias thalassinus), men har längre näbb och är blekare blå med distinkt gråare buk. Honan är dock annorlunda, mer typisk för Cyornis-flugsnappare. Den skiljer sig från övriga arter i släktet genom sin större storlek och grå buk. 

## Utbredning och systematik
Azurflugsnappare delas in i tre underarter:
- Cyornis unicolor unicolor – förekommer från Himalaya (Garhwal) till norra Indien, norra Myanmar, södra Kina och norra Laos
- Cyornis unicolor diaoluoensis – förekommer på Hainan (södra Kina)
- Cyornis unicolor harterti (syn. cyanopolia eller infuscatus) – förekommer på Malackahalvön (söder om Kranäset), Sumatra, Java och Borneo

## Status och hot
Arten har ett stort utbredningsområde och en stor population, men tros minska i antal, dock inte tillräckligt kraftigt för att den ska betraktas som hotad. IUCN kategoriserar därför arten som livskraftig (LC). Världspopulationen har inte uppskattats, men den beskrivs som ovanlig i större delen av utbredningsområdet, om än vanligare i Bhutan.

## Namn
På svenska har den tidigare kallats ljus blåflugsnappare.